# José Ángel Iribar Kortajarena
José Ángel Iribar Kortajarena   (Zarautz, 1 de març de 1943) és un ex porter i exentrenador basc. Entre els equips en els quals jugà cal destacar el Salleco, el Zarautz, el Baskonia i l'Athletic Club de Bilbao. Va ser internacional amb la selecció espanyola.

## Trajectòria
Iribar va jugar des de jove a les categories inferiors de l'Athletic fins a l'any 1962 en el qual passà a formar part de la primera plantilla, debutant a la Primera Divisió un 23 de setembre de 1962 en el partit Màlaga 2-0 Athletic. A la porteria basca substituí a un altre recordat porter blan-i-vermell, Carmelo Cedrún.
Amb l'Athletic Club va disputar un total de 466 partits a primera divisió, convertint-se així en el jugador de l'Athletic que més partits de lliga ha disputat. A més a més, la temporada 69-70 aconseguí alçar-se amb el Trofeu Zamora com a porter menys golejat de la temporada al tan sols encaixar 20 gols en 30 partits.
L'any 1980 es retirà dels terrenys de joc i es convertí en entrenador de les categories inferiors de l'Athletic Club, aconseguint amb el Bilbao Athletic n històric segon lloc a la Segona divisió la temporada 83-84. La temporada 86-87 fou l'entrenador de la primera plantilla de l'Athletic.

### Selecció espanyola
Fou internacional amb la selecció espanyola en 49 ocasions. El seu debut es produí a Sevilla, l'11 de març de 1964, en el partit Espanya 5-1 Irlanda. Iribar fou en 49 ocasions internacional, aconseguint 23 victòries, 16 empats i 10 derrotes.
Amb la selecció espanyola aconseguí guanyar l'Eurocopa disputada a Espanya l'any 1964 guanyant la final a l'Estadi Santiago Bernabéu a la selecció de futbol de l'URSS per 2-1. Com a internacional també va disputar la Copa del Món de Futbol de 1966 a Anglaterra.
El seu últim partit com a internacional fou el 24 d'abril de 1976 a Madrid contra Alemanya Federal (1-1).

## Palmarès

### Internacionals
- 1 Eurocopa: 1964

### Nacionals
- 2 Copes del Rei: 1969 i 1973
- Subcampió de la Copa de la UEFA: 1976/77

### Individuals
- 1 Trofeu Zamora: 1969-70

## Implicació política
Durant la Transició Espanyola i coincidint amb el tram final de la seva carrera esportiva, Iribar tingué una significant implicació política. El 5 de desembre de 1975, abans d'un enfrontament amb la Reial Societat, Iribar i el capità reialista Inaxio Kortabarria saltaren al terreny de joc portant una ikurrinya, llavors una banera il·legal, i la van col·locar de manera cerimoniosa al cercle central.
Als anys següents Iribar destacà per donar suport a públicament a l'independentisme basc. El 19 d'octubre de 1978 es presentà com a integrant de la primera Mesa Nacional de la coalició independentista Herri Batasuna, de la qual fou un dels fundadors. En aquella primera Mesa Nacional, Iribar exercia de representant de Biscaia. En pocs anys, Iribar, es desvincularia d'Herri Batasuna i no tornaria a formar part de posteriors meses nacionals del partit.